# Strada statale 289 di Cesarò

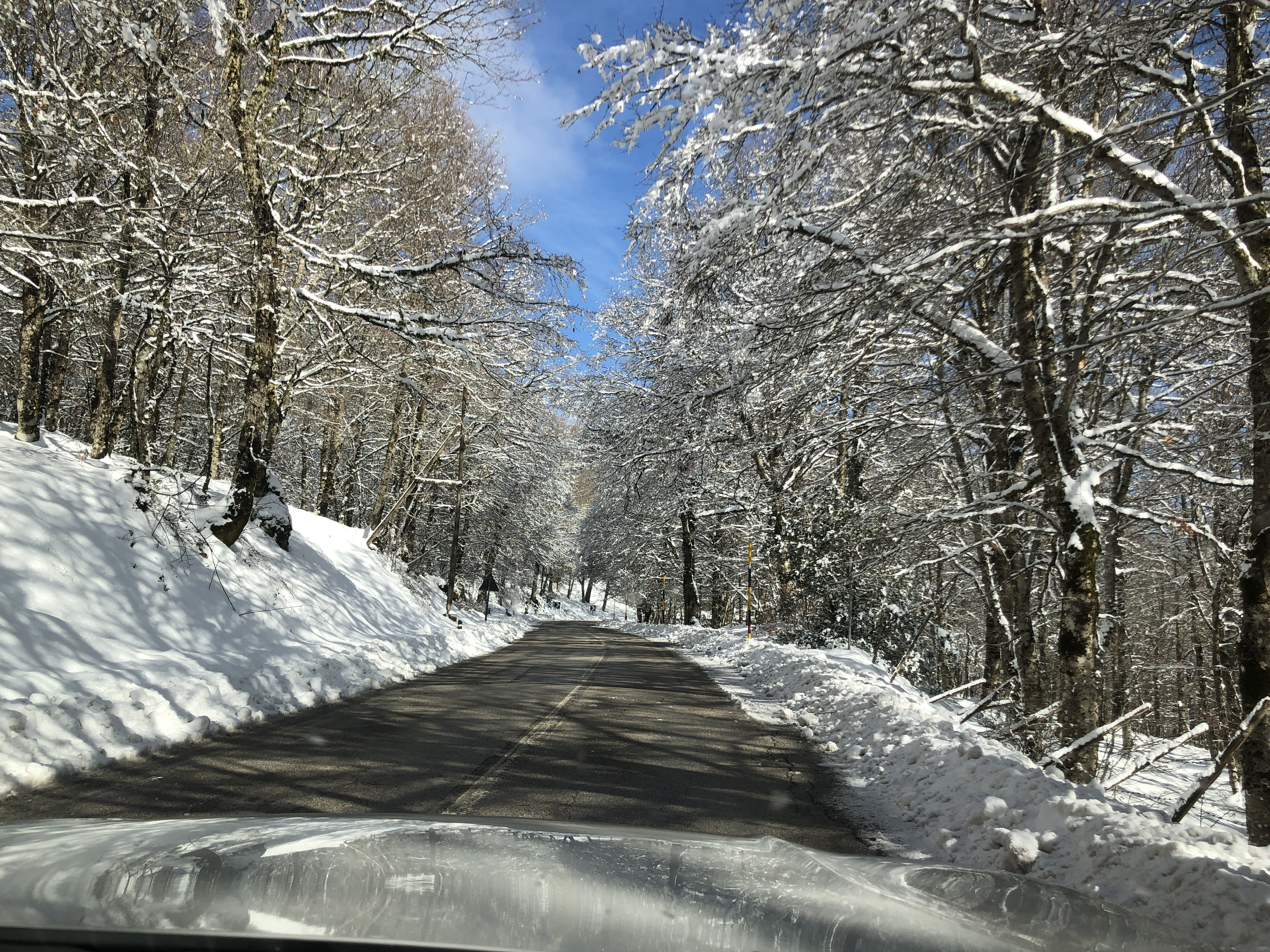
Strada statale 289 di Cesarò con la neve

La strada statale 289 di Cesarò (SS 289) è una strada statale italiana della Sicilia che attraversa il Parco dei Nebrodi.

## Descrizione
La strada ha origine tra Acquedolci e Sant'Agata di Militello, distaccandosi dalla strada statale 113 Settentrionale Sicula. Puntando in direzione sud, raggiunge San Fratello per poi addentrarsi nel territorio dei monti Nebrodi, attraversando il passo dei Tre Re (782 m s.l.m.) e la Portella Femmina Morta (1.524 m s.l.m.), dove si innesta la strada di collegamento tra la statale e Monte Soro.
Il tracciato prosegue verso Cesarò, per innestarsi infine sulla strada statale 120 dell'Etna e delle Madonie poco oltre il centro abitato.

### Tabella percorso
| di Cesarò |                                       |      |           |
| Tipo      | Indicazione                           | ↓km↓ | Provincia |
|           | Settentrionale Sicula                 | 0,0  | ME        |
|           | per Acquedolci                        | 7,5  | ME        |
|           | San Fratello                          | 14,0 | ME        |
|           | Portella Femmina Morta per Monte Soro | 35,0 | ME        |
|           | Portella Bufali per San Teodoro       | 44,2 | ME        |
|           | Cesarò per San Teodoro                | 51,2 | ME        |
|           | dell'Etna e delle Madonie             | 52,5 | ME        |